# Endotermna reakcija
Endotermna reakcija je kemijska reakcija, pri kateri se toplota porablja, okolica pa ohlaja. Njeno nasprotje je eksotermna reakcija.
Pri endotermni reakciji se toplota iz okolice porablja, zato je energija reaktantov manjša kot energija produktov, okolica pa se ohladi.
Enačbo zapišemo kot: reaktant + energija -> produkt ker je energija reaktantov večja kot energija produktov.